# Rafael Contreras y Muñoz
Rafael Contreras y Muñoz (c. 1826-1890) fue un restaurador, académico y ensayista español.

## Biografía

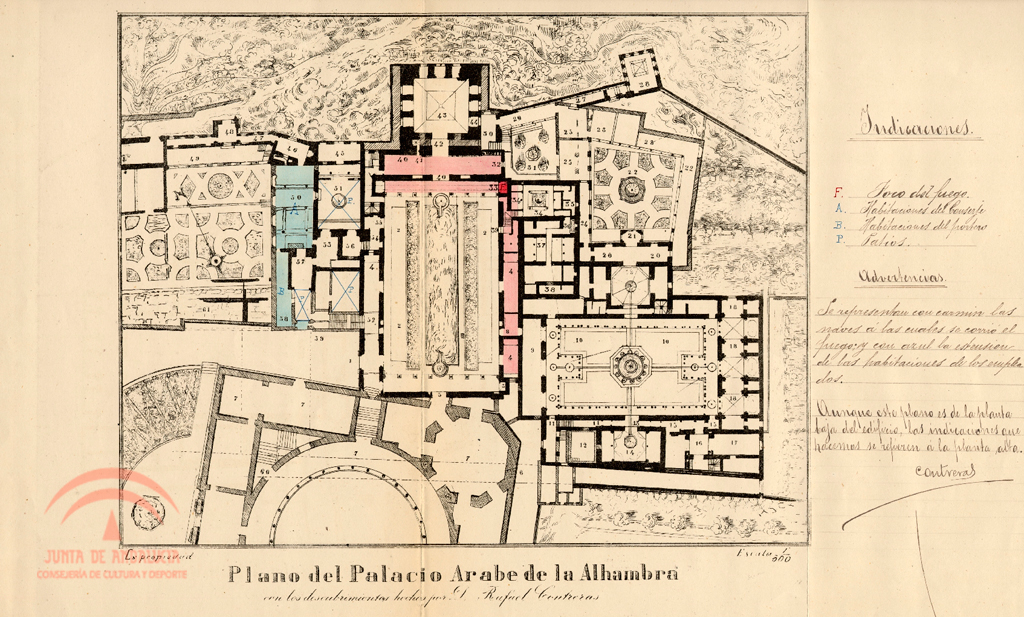
Plano del Palacio Árabe de la Alhambra, con los descubrimientos hechos por Rafael Contreras

Era hermano de José Marcelo Contreras y Muñoz. Nació en Granada en 1826, y según Ossorio y Bernard fue bautizado en la parroquia de San Salvador. Dedicado al estudio del dibujo en la Academia de Bellas Artes de aquella ciudad, y al de las matemáticas, física y química en la Real Maestranza y Universidad de la misma, empezó a dedicarse bajo la dirección de su padre a la arquitectura, abandonando finalmente aquel estudio por el de los monumentos árabes de España, a cuya reproducción se consagró, siendo su primera reducción geométrica en relieve la sala de las dos hermanas de la Alhambra, obra que después de haber servido al autor para librarle del servicio militar, por el interés que despertó, fue presentada en 1847 la reina Isabel II, quien la adquirió para el Museo del Prado; siguió a esta obra la construcción de una Sala árabe en el Palacio Real de Aranjuez, de arabescos a imitación de la Alhambra, que entregó concluida en 1851, y a la que dedicó grandes elogios Francisco Nard en su Guía de Aranjuez. En dicho año fue premiado en la Exposición Universal de Londres por otros dos modelos de la Alhambra que habla remitido, y en la de París de 1855 alcanzó igualmente dos premios: uno como restaurador de la Alhambra, y otro por haber hecho las primeras reproducciones y reducciones de este género de arquitectura. Por esta fecha hizo en Madrid el proyecto de una galería árabe para la condesa de Montijo, y construyó una espaciosa sala en el palacio del Duque de Alba, con cuyo motivo dejó en la corte algunas colecciones de ornatos árabes que sirvieron de modelo para otras obras del mismo género.
También trabajó otra colección de modelos y reducciones a una doceava parte del original, con destino a la Academia de Bellas Artes de San Petersburgo; otra como la anterior para el Museo Kensington de Londres, y varias con destino a Viena y París. Al anunciarse la Exposición Universal de París de 1867, Contreras quiso contribuir a su brillo con obras de su mano, y remitió una caja con la reducción a la cuarta parte del testero del patio de la Mezquita en la Alhambra, con colores y oro, como muestra de las restauraciones que se estaban haciendo bajo la dirección del autor; otra que contenía siete modelos, copias de siete diferentes sitios de la Alhambra, como se expresan en ellos mismos, reducciones hechas a un doceavo del original; otra con siete cuadros de siete copias diferentes que representan decoraciones del palacio árabe de la Alhambra, reducido generalmente, y un cuadro explicativo de todos los modelos, y finalmente, otra que contenía otros cuadros diferentes, en número de cuatro, y del mismo palacio árabe.
El jurado de la Exposición recompensó sus trabajos con una medalla de plata, y su crédito aumentó considerablemente en aquel certamen. Entre otros trabajos suyos pueden citarse los fragmentos existentes en el museo del antiguo Instituto industrial; la construcción de una casa de campo árabe; las láminas que reproducen la planta del palacio árabe de la Alhambra, y el plano del Generalife; el proyecto de un palacio de recreo árabe para Niza; el decorado de algunas habitaciones en Londres; varias habitaciones árabes en el palacio del Duque de Sesto; la capilla del Mihrat en Córdoba, reducción notable en la que le auxiliaron Botana y Zuloaga y otros muchos.
Desde 1852 se ocupó, por encargo especial de la reina, de la restauración y conservación del palacio de la Alhambra, donde hizo repetidos descubrimientos de fragmentos perdidos, y reparó muchas secciones de aquel singular monumento para devolverles su primitivo carácter. Fue académico de la de Bellas Artes de Granada y de la Comisión de monumentos históricos y artísticos de la provincia. En 1875 fue nombrado restaurador del Museo Arqueológico de Madrid. Cuatro años antes había sido agraciado con una encomienda de número de Isabel la Católica.
Consagró igualmente sus escritos al arte, publicando una notable Descripción de los monumentos de Granada; varios artículos en El Arte en España y otros periódicos, referentes a sus trabajos e investigaciones en la Alhambra; algunas monografías en el Museo Español de Antigüedades, y un folleto sobre la conservación de la Alhambra y creación de un museo oriental. Contreras, que carecía del título de arquitecto, falleció en 1890.